# ダブル・デライト

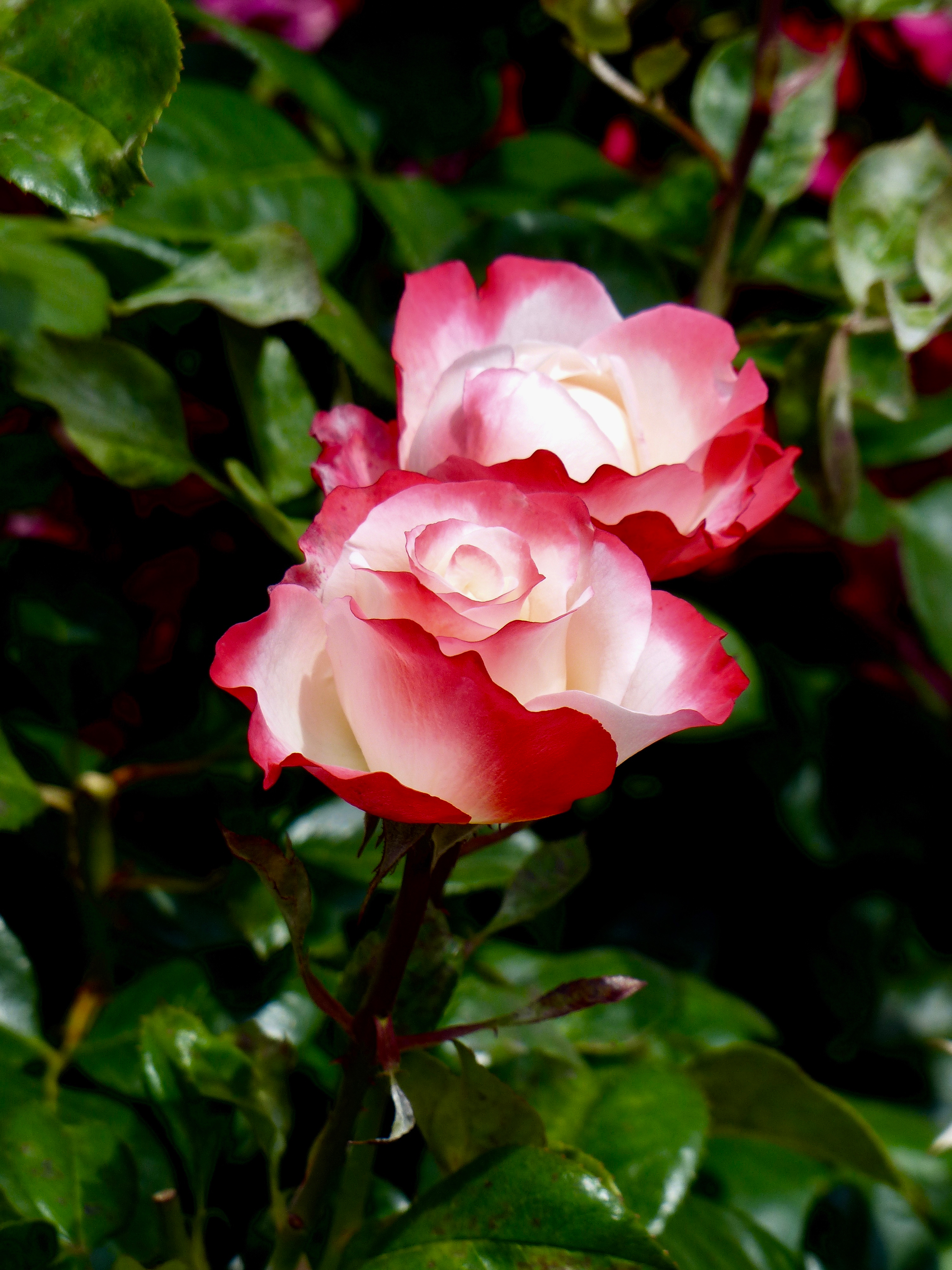
ダブル・デライト

ダブル・デライトは、バラの園芸品種の1つ。1977年にアメリカ合衆国で、ハーバート.C.スウィム (Herbert.C.Swim) とA.E.エリス (A.E.Ellis) によって作出された。1985年に「栄誉の殿堂入りのバラ」に選出された。作出から約10年しかかかっておらず、殿堂入りのバラとしては異例の早さである。
四季咲き・丸弁高芯咲きの大輪を咲かせるハイブリッド・ティー系のバラ。母をグラナダ、父をガーデン・パーティにして作出された。半横張り性で、樹高が0.9-1.2m程度、株張りが100cmくらいの樹形にまとまるが、偏って成長しやすい。花径は12-14cmの大輪で、主に一輪咲きである。咲き始めはアイボリー色の花だが、咲き進むとともに花弁の端が徐々に赤く染まっていく。覆輪の色彩の現れ方は、日照と温度に依存する。花付きはあまりよくない。また、ブラインドが発生しやすい。花弁は35枚から40枚程度。花保ちは中程度。弁質に関しては評価が正反対で、弁質はしっかりしており雨でも傷みにくいと書くものもあれば、まったく逆に雨で傷み易いと書くものもあり判然としない。香りの質はフルーツ香、強さは強香。ただし、スパイス系の香りと書く本もある。香りのバラとして知られるグラナダの血を受け継いでおり、ダブル・デライトは芳香が非常に強いことで有名だった品種である。枝は細い。花茎も細いため、雨が降ると花がうなだれる。葉は大きくやや光沢がある。ダブル・デライトの新しい葉は薬害をおこしやすいので、薬の濃度や散布時間には特に注意が必要である。耐病性はやや弱い。樹勢は中程度。1977年に全米バラ選 (AARS) に選出された。また、これ以外にも多数受賞している。枝変わりに、つるダブル・デライトがある。つるダブル・デライトはほぼ春にしか花を付けない。